# Greimerath (Trèves-Sarrebourg)
Pour l’article homonyme, voir Greimerath (Eifel).
Greimerath est une municipalité de la Verbandsgemeinde Saarburg-Kell, dans l'arrondissement de Trèves-Sarrebourg, en Rhénanie-Palatinat, dans l'ouest de l'Allemagne.

## Liens externes

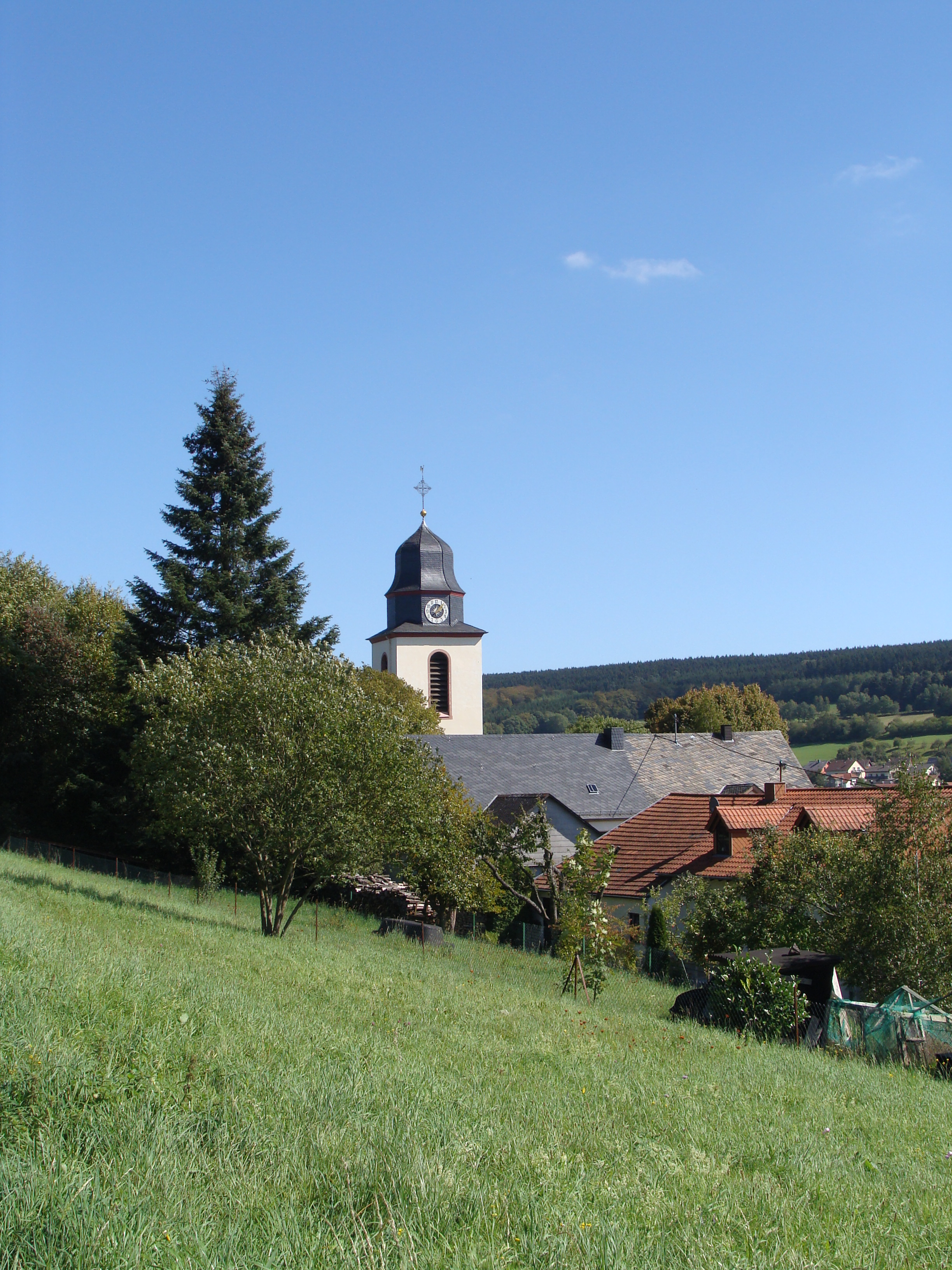
Greimerath, église catholique Saint-Nicolas.